# Jacobean Essentials
Jacobean Essentials è il primo EP raccolta del cantante e polistrumentista Jacob Collier, pubblicato il 18 dicembre 2020 dall'etichetta discografica Recordings, Inc che racchiude molti brani dalla serie di album Djesse.

## Tracce
1. All I Need (feat. Mahalia, Ty Dolla $ign) (da Djesse Vol. 3) – 4:05
2. Feel (feat. Lianne La Havas) (da Djesse Vol. 2) – 6:31
3. Sleeping On My Dreams (da Djesse Vol. 3) – 4:17
4. Make Me Cry (da Djesse Vol. 2) – 3:53
5. Time Alone With You (feat. Daniel Caesar) (da Djesse Vol. 3) – 4:16
6. With The Love In My Heart (feat. Metropole Orkest, Jules Buckley) (da Djesse Vol. 1) – 6:49